# 리하르트 폰 바이츠제커
리하르트 폰 바이츠제커(독일어: Richard von Weizsäcker, 1920년 4월 15일 ~ 2015년 1월 31일)는 독일의 제6대 대통령(1984~94)이다. 그는 서베를린의 시장(1981~84)을 지내기도 하였다. 1984년에서 1994년까지 독일 연방대통령을 지낸 그는, 해당 서독 대통령 재임 시절이던 1989년 11월 16일에서 1990년 1월 16일까지 헬무트 콜 독일 연방총리에게 잠시 두 달간 서독 국가 실권을 잠시 부여하기도 하였고 1990년 10월 3일 독일 통일을 이룩하였다.

## 어린 시절
슈투트가르트에서 외교관 아버지 에른스트 폰 바이츠제커와 에른스트의 부인인 마리안네 폰 그레베니츠 사이에서 출생하였다. 그의 조부 카를 폰 바이츠제커는 뷔르템베르크 왕국의 총리를 지낸 남작 출신이다.
어린 리하르트는 외교관인 아버지를 따라 스위스, 덴마크, 노르웨이를 옮겨다니며 살았다고 한다. 1933년부터 1936년까지 베른에 머물면서 스위스 김나지움에서 수학하였고, 가족은 베를린으로 이주하였다.
17세 때 영국으로 건너가 옥스퍼드 대학교의 밸리얼 칼리지에서 철학과 역사를 전공하였다. 그는 이어 프랑스의 그르노블 대학교에서도 수학하였다. 제2차 세계대전이 일어나자, 육군 대위로 복무하였다. 1945년 동프로이센에서 상처를 입고, 슈투트가르트로 주요 거주지를 옮겼다. 그러고나서 지속적으로 괴팅겐에서 역사 수학을 하고, 결국 법학을 공부하면서 1955년 박사학위를 취득하였다.
1950년부터 1958년까지 만네스만(Mannesmann)을 위해 일하면서 과학보조, 법률 상담인, 경제정책부의 의장을 지냈다. 1958년부터 1962년까지 부인의 친척들이 소유한 발트하우젠 은행의 총장으로 있었다. 이어서 1966년까지 제약 회사 베링거인겔하임의 감독국에서 근무하였다.

## 정치 경력

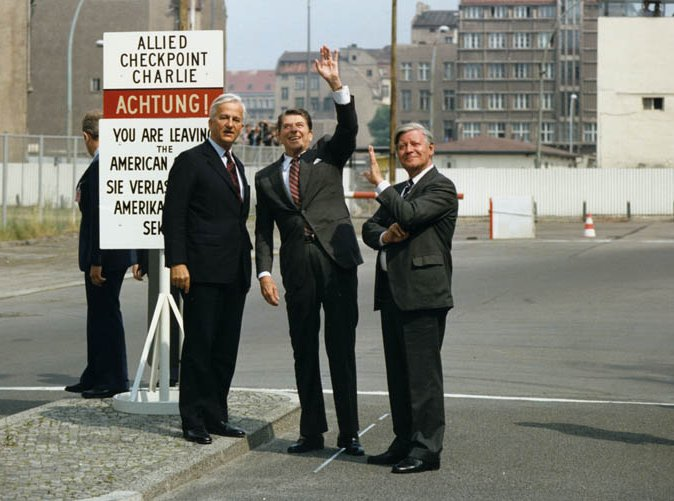
베를린 미군 점령지역에서 슈미트 총리와 레이건 대통령과 함께

1954년, 기독교 민주연합에 가입하였고, 1969년 독일 연방하원이 되어 1981년까지 근무하였다. 서베를린의 시장(1981~84)을 거쳐, 1984년 독일 연방 집회에 의하여 6대 대통령으로 선출되었다.
독일의 정치적 설립을 높이 존중하여 바이츠제커는 경쟁 없이 대통령 선거에 나선 유일한 후보였다. 1989년 5월 23일에 재선하였고, 그의 2번째 재임 기간은 냉전의 종식과 독일의 재통일을 바라보았다. 바이츠제커는 통일 독일의 대통령이 되었다.
바이츠제커는 그의 연설로도 유명하다. 바이츠제커는 정치적, 국가적, 세대적인 한계에 도달하기 위해 여러 논쟁점들을 강연하여 전통적으로 독일 대통령의 의식적 자세를 넓혔다. 그의 대중적 강연과 필적에서 바이츠제커는 민주적 원리, 관용, 사회적 책임의 강력하고 또렷한 주창자로 지내왔다. 그는 지구촌 기아 구조에 목표를 둔 식량 원조에 관련된 활동을 해왔다.
이제 자신이 연장 정치인이지만, 바이츠제커는 여전히 정치와 자선적 정세에 관련되었다. 그는 의회를 개혁하기 위해 당시 사민당-녹색당 연합 정부가 설립한 위원회의 의장이었다.
그는 많은 국제적 위원회에서 근무를 하였는데, 국제 연합의 미래 독립 근로자 그룹의 회장을 지냈고 유럽 연합의 미래를 숙고하기 위해 로마노 프로디 위원장이 꼽은 3명의 지혜로운 사람들 중의 하나였다.
그의 저서 《바이마르부터 장벽으로:독일 정치에서 나의 인생》이 1999년에 출간되었다.
그리고 2015년 1월 31일 향년 94세의 나이로 별세하였다고 가족들이 전했다.

## 역대 선거 결과
| 선거명      | 직책명        | 대수 | 정당                | 득표율 | 득표수 | 결과 | 당락 |
| ----------- | ------------- | ---- | ------------------- | ------ | ------ | ---- | ---- |
| 1974년 선거 | 독일의 대통령 | 4대  | 독일 기독교민주연합 | 48.1%  | 498표  | 2위  | 낙선 |
| 1984년 선거 | 독일의 대통령 | 6대  | 독일 기독교민주연합 | 80.0%  | 832표  | 1위  |      |
| 1989년 선거 | 독일의 대통령 | 6대  | 독일 기독교민주연합 | 84.9%  | 881표  | 1위  |      |